# Stephanie Kwolek
Stephanie Louise Kwolek, ameriška kemičarka in izumiteljica, * 31. julij 1923, New Kensington, Pensilvanija, Združene države Amerike, † 18. junij 2014, Wilmington, Delaware.
Znana je predvsem kot izumiteljica kevlarja, izredno močnega organskega polimera.

## Življenjepis
Po diplomi iz kemije na dekliškem kolidžu v Pittsburghu (zdaj del Univerze Carnegie Mellon) je sprejela delovno mesto v razvojnem oddelku korporacije DuPont, ki ga je dobila tudi po zaslugi pomanjkanja moških kadrov, saj so bili številni strokovnjaki ta čas vpoklicani za boj med drugo svetovno vojno. Tam je uspešno delovala tudi po vojni, kot raziskovalka na področju kemije polimerov.
Leta 1965 ji je uspel največji preboj, ko je raztopino poliamidnih kristalov z nenavadnimi lastnostmi spustila skozi stroj za hladno prejo polimerov in dobila izredno toga vlakna. Po več letih izboljševanja postopka je podjetje DuPont dalo na trg material kevlar, ki se je izkazal za uporabnega v mnogih situacijah, denimo v neprebojnih jopičih, saj je petkrat močnejši od jekla na enoto mase.
Pri DuPontu je delala vso svojo kariero, do upokojitve leta 1989, in se povzpela do položaja vodje laboratorija za pionirske raziskave polimerov. Za svoje odkritje je prejela številna priznanja. Po upokojitvi se je posvečala mentoriranju deklet in vzpodbujanju njihovih karier v znanosti.